# Нотоден
Нотоден (норв. Notodden) је насељено место у Норвешкој у округу Телемарк. Има статус града од 1913.

## Партнерски градови
- Нићепинг